# Exèrcit austrohongarès
L'exèrcit austrohongarès (en alemany: Landstreitkräfte Österreich-Ungarns; en hongarès: Császári és Királyi Hadsereg) fou la força terrestre de les forces armades de l'Imperi Austrohongarès entre 1867 i 1918. Estava formada per tres parts: l'exèrcit conjunt (Gemeinsame Armee, ‘exèrcit comú’, reclutat a totes les parts de la monarquia, anomenat Kaiserliche und Königliche Armee, ‘exèrcit imperial i reial'), les forces territorials del Landwehr imperial austríac (Kaiserlich-königliche Landwehr, reclutat a Cisleitània) i les forces territorials del Honvéd reial hongarès (Magyar Királyi Honvédség, reclutat a Transleitània).
Les unitats rebien una denominació concreta depenent de la branca a la qual corresponien: 
| Branca                  | Apel·latiu       | En alemany                         | En hongarès         |
| ----------------------- | ---------------- | ---------------------------------- | ------------------- |
| Exèrcit conjunt regular | Imperial i Reial | Kaiserlich und Königlich (k. u k.) | Császári és Királyi |
| Landwehr                | Imperial Reial   | Kaiserlich Königlich (k. k.)       | Császári Királyi    |
| Honvédség               | Reial Hongarès   | Königlich Ungarisch (k. u.)        | Magyar Királyi      |

## Creació
L'exèrcit es va organitzar després de la creació de la monarquia dual austrohongaresa el 1867 i va existir fins al final de la Primera Guerra Mundial el 1918. Abans de 1867, les forces de terra eren les pròpies de l'Imperi austríac. L'exèrcit hongarès (cavalleria lleugera, infanteria i artilleria) va lliurar una reeixida guerra contra l'exèrcit imperial durant la Revolta Hongaresa de 1848, fins a la seva rendició davant de l'Exèrcit Imperial Rus enviat en auxili de l'exèrcit austríac el 1849. Després de la rendició, les unitats hongareses es trobaven fragmentades o en desbandada, amb algunes unitats encara lleials als Habsburg, per la qual cosa no es va poder organitzar-les plenament de bell nou fins al Compromís de 1867, que va establir la nova i definitiva distribució d'efectius en les tres branques esmentades.

## Estructura

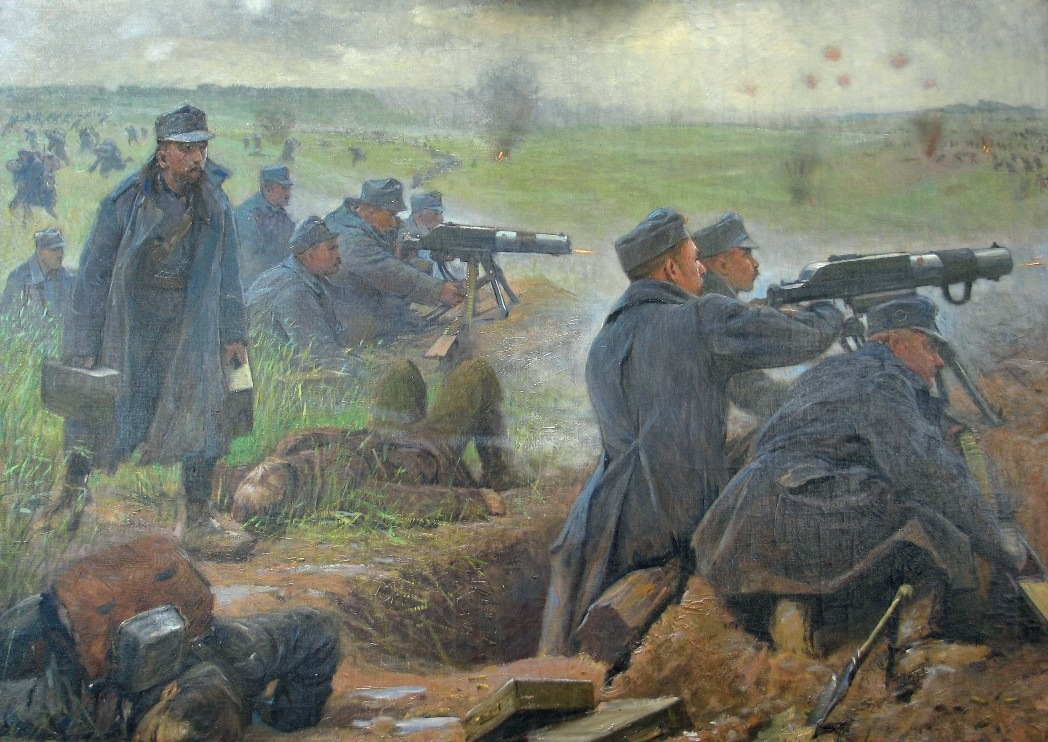
Regiment d'infanteria Hoch- und Deutschmeister Nr. 4, el 1915.

Segons els termes del Compromís, les unitats de l'exèrcit conjunt «Imperials i Reials» (Kaiserliche und Königliche) tenien prioritat en l'entrenament i en l'accés a nous equips oer davant de les unitats del Landwehr (defensa territorial austríaca) i el Honvédség (defensa territorial hongaresa), de manera que aquestes últimes solien ser considerades com a unitats de segona línia dedicades a actuar com a guàrdia nacional d'Àustria i d'Hongria, respectivament. El tradicional uniforme blanc de la infanteria austríaca va ser abandonat el 1870 per un altre de nou de color blau fosc, que seria l'estàndard durant les dècades següents fins a l'arribada de l'uniforme gris clar que seria emprat com a uniforme de campanya per totes les tropes austrohongareses durant la Primera Guerra Mundial, i que s'havia introduït el 1909.
A causa del poc prestigi de les seves unitats, els millors oficials del Landwehr i el Honvédség acostumaven a sol·licitar (i aconseguit) el trasllat a unitats de l'exèrcit conjunt. A més, les unitats del Honvédség només tenien els seus efectius al complet en temps de guerra, quan la gran majoria de vacants eren cobertes per reservistes.
El comandament unificat de les tropes austrohongareses era confiat al govern imperial a Viena, tot i que l'administració del Regne d'Hongria tenia capacitat per a mobilitzar el Honvédség, (només calia l'autorització del parlament de Budapest). En qüestions pressupostàries, tant Àustria com Hongria compartien les despeses de les unitats «Imperials i Reials» conjuntes en proporció a la quantitat d'oficials corresponents a cada un dels dos regnes que formaven la base de l'Imperi, considerant que Àustria exercia el seu domini sobre territoris d'ètnia italiana, eslovena, txeca, polonesa i ucraïnesa, mentre que Hongria ho feia sobre eslovacs, croats i romanesos. La gran diversitat ètnica i religiosa de l'Imperi quedava ben reflectida en la composició de l'exèrcit, on si bé el cos d'oficials estava format majoritàriament per catòlics (gairebé el 80% de l'oficialitat) hi havia també minories d'oficials protestants, cristians ortodoxos, i també jueus.
La varietat ètnica també era visible entre els soldats, atès que si bé la majoria de tropes estava formada per austríacs i hongaresos (com a ètnies majoritàries de l'Imperi), gairebé un terç estava formada per soldats i oficials d'origen eslau (txecs, polonesos, eslovens, eslovacs i ucraïnesos) i un 8% estava compost per soldats romanesos i italians.

### Organització i comandaments

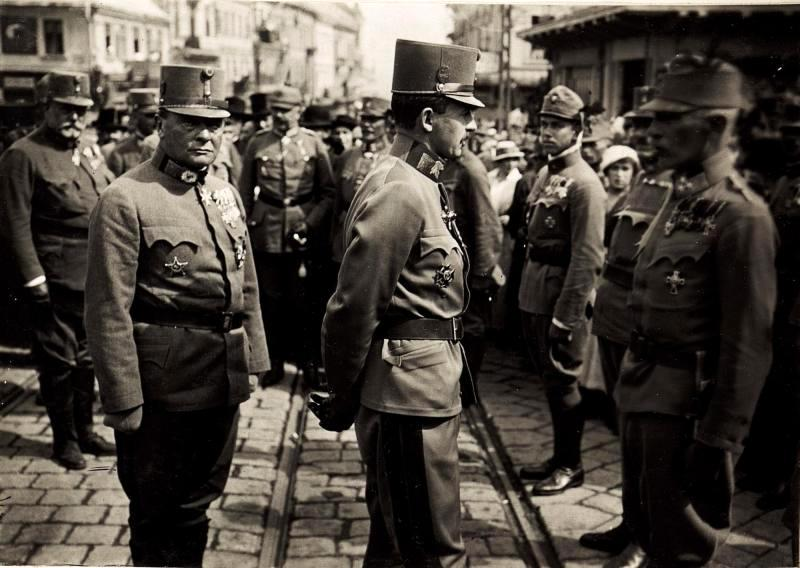
L'emperador Carles I en una visita a les tropes el 1917.

En cas de conflicte, els tres exèrcits es reunien sota un únic estat major (kuk Armee Ober Kommando, AOK) que, al seu torn, es coordinava amb l'armada (kuk Kaisermarine) en el Comando Suprem (Allerhochster Oberbefehl), que responien directament a la Cancelleria Militar Imperial i Reial (kuk Militarkanzlei) de l'emperador. Aquests organismes van ser el comandament suprem militar austrohongarès. El comandant suprem de totes les forces terrestres i marítimes de l'Imperi era l'emperador, que només disposava d'autoritat constitucional per declarar la guerra. El 1906, va ser nomenat cap de l'Estat Major el general de l'exèrcit Franz Conrad von Hötzendorf que, assistit per l'hereu al tron l'arxiduc Francesc Ferran, va endegar reformes radicals. El 1913, l'arxiduc Francesc Ferran va ser nomenat inspector general de totes les forces armades imperials (Generalinspektor der gesamten bewaffneten machte), però després del seu assassinat a Sarajevo el 28 de juny de 1914, el seu lloc va ser ocupat per l'arxiduc Frederic.
L'exèrcit conjunt s'organitzava en cossos d'exèrcit també en temps de pau, mentre que el Landwehr i el Honvéd s'organitzaven en districtes territorials. El 1885 es componia de tres exèrcits, un amb cinc cossos d'exèrcit i dos amb quatre, més el XIV cos de muntanya, per a la defensa del Tirol, i el XV cos per a la protecció de les províncies balcàniques (Dalmàcia, Bòsnia i Hercegovina). Cada cos, a excepció del XIV, que estava format per una divisió de muntanya i una milícia del Tirol (Landesschützen)', consistia en dues divisions regulars i una milícia territorial; d'aquesta manera, en temps de pau l'exèrcit tenia 36 divisions d'infanteria, cinc dels quals nominals perquè només es formaven en el moment de la mobilització. Normalment, una divisió constava de dues brigades de dos regiments cadascuna. Les províncies de Bòsnia i Hercegovina es governaven de forma mancomunada entre les parts austriaca i hongaresa de la monarquia dual. L'ordre de batalla en temps de pau era:
- Estat major (Viena)
  - I. Cos d'exèrcit (Cracòvia)
  - II. Cos d'exèrcit (Viena)
  - III. Cos d'exèrcit (Graz)
  - IV. Cos d'exèrcit (Budapest)
  - V. Cos d'exèrcit (Bratislava)
  - VI. Cos d'exèrcit (Košice)
  - VII. Cos d'exèrcit (Timișoara)
  - VIII. Cos d'exèrcit (Praga)
  - IX. Cos d'exèrcit (Litoměřice)
  - X. Cos d'exèrcit (Przemyśl)
  - XI. Cos d'exèrcit (Lviv)
  - XII. Cos d'exèrcit (Sibiu)
  - XIII. Cos d'exèrcit (Zagreb)
  - XIV. Cos d'exèrcit (Innsbruck)
  - XV. Cos d'exèrcit (Sarajevo)
  - XVI. Cos d'exèrcit (Mostar)

El Landswehr austriac s'organitzava, en temps de pau, en els següents comandaments territorials:
- Alt comandament del Landwehr (Viena)
  - Comandament de la guarnició de Viena
  - Comandament del Landwehr a Vienna
  - Comandament del Landwehr a Graz
  - Comandament del Landwehr a Prague
  - Comandament del Landwehr a in Litoměřice
  - Comandament del Landwehr a in Kraków
  - Comandament del Landwehr a Przemyśl
  - Comandament del Landwehr a Lviv
  - Comandament del Landwehr a Ragusa
  - Comandament de defensa del Landwehr a Innsbruck
  - Autoritat de Defensa Nacional del Tirol i Voralberg

Finalment, el Honvéd s'organitzava en els districtes territorials següents:
- Alt comandament del Honvéd (Budapest)
  - I. Comandament del districte de Budapest
  - II. Comandament del districte de Szeged
  - III. Comandament del districte de Kassa
  - IV. Comandament del districte de Pozsony
  - V. Comandament del districte de Kolozsvár
  - VI. Comandament del districte croatoeslavoni de Zagreb[3]

### Infanteria
Cada regiment d'infanteria imperial i reial (és a dir, pertanyents a l'exèrcit comú) tenia quatre batallons, cadascun amb quatre companyies de 5 oficials, 10 suboficials i 85 soldats, en temps de pau que donava un total de 100 homes (els regiments estacionats en la frontera militar a Bòsnia i Rússia en tenien 120). Amb els comandants i serveis, un regiment imperial i reial posseïa 1.911 homes. El regiment estava al comandament d'un coronel (Oberst); un batalló estava al comandament d'un tinent coronel (Oberstleutnant) o major (Major); una companyia estava al comandament d'un capità (Hauptmann).
Els quatre regiments de Tiroler Kaiserjäger (caçadors imperials del Tirol) eren una excepció en ser reclutats exclusivament al Tirol (a excepció dels oficials) i, contràriament a la creença popular, no eren tropes d'infanteria de muntanya, però sí d'alta qualitat. Els Feldjäger, també d'infanteria d'elit, en canvi, es van organitzar en batallons.

### Cavalleria
La cavalleria es va dividir en brigades, cadascuna assignada a un cos d'exèrcit, amb dos o tres regiments cada un i cinc divisions independents, per a un total de 21 brigades, contra 69 de la infanteria. Un regiment es va dividir en dos divisions que en la cavalleria equivalia a un grup de tres esquadrons amb cinc oficials, 20 suboficials i 150 soldats de tropa cadascun (en el moment de la mobilització el 1914 la força dels esquadrons de cavalleria va pujar a 175 homes), per a un total de 1.175 homes per regiment en temps de pau.
Durant la Primera Guerra Mundial, 35 regiments de cavalleria van ser equipats i transformats en infanteria.

### Artilleria
L'artilleria reial i imperial tenia la mateixa organització tàctica d'artilleria que el Landwehr i el Honvédség; per tant, es va organitzar en regiments, assignats a les divisions de l'exèrcit; d'altra banda, quan s'assignava a un cos d'exèrcit, s'agrupava en brigades.
Una brigada d'artilleria consistia en quatre regiments d'artilleria de campanya (dos de canons de campanya M.05/08 de 80 mm i un d'obusos de campanya M.99 o M.14 de 100 mm), i un regiment d'obusos pesants. Comandava la brigada un major general (Generalmajor). El 1916, les brigades d'artilleria es van reorganitzar en tan sols tres regiments: un de canons de campanya (Feldkanonen)', un d'obusos de campanya (Feldhaubitzen) i un d'obusos pesants (Schwere-feldhaubitzen). A cada regiment se li va assignar una bateria de canons antiaeris (Flieger-Abwehr Batterie) i una de morters (Minenwerfer). L'any 1918, quan es va reorganitzar novament, un brigada passà a tenir dos regiments d'artilleria mixtos (canons i obusos) i un regiment d'obusos pesants, cadascun amb sis bateries.

## Reclutament i pressupost
Reclutat de manera uniforme a tot l'imperi, l'exèrcit conjunt depenia del ministeri de guerra de la monarquia dual (kuk Reichskriegsministerium, des de 1911 Kriegsministerium). En l'exèrcit comú es van incloure tots els departaments de l'antiga tradició de l'exèrcit imperial austriac i va operar indistintament en tot l'imperi.
Per llei, les despeses del seu manteniment es van dividir entre Àustria (63,6%) i Hongria (per al 36,4% restant) i, en general, la despesa militar de l'Imperi Austrohongarès en 1906 van ascendir a un 2,5% del producte interior brut; en 1912 va ser de 670 milions de corones. Si afegim les despeses de l'armada, del Landwehr i del Honvédség, el total arriba al 3,5% del producte interior brut, una quantitat modesta en comparació amb, per exemple, el 5% gastat per Rússia i Itàlia. Els homes es reclutaven en 103 districtes militars que va permetre que l'imperi austrohongarès comptés ja el 1885 amb una força mobilitzada de 1.141.782 homes, 202.204 cavalls i 1.540 canons (excloent-hi les reserves i tropes de la guarnició).

### Varietat ètnica
Els idiomes oficials de l'exèrcit eren l'alemany i l'hongarès, que apareixien en tots els documents i comunicacions. La diversitat ètnica de l'Imperi feia que les autoritats militars intentessin evitar la formació d'unitats bèl·liques multiètniques, desaconsellades per motius pràctics de comunicació idiomàtica. Això va motivar que es procurés, sempre que fos possible, mantenir unitats homogènies lingüísticament, mentre que gran part de l'oficialitat utilitzava més d'un idioma en el compliment de les seves funcions.

## Armament

### Pistoles i revòlvers
- Rast-Gasser M1898
- Roth-Steyr M1907
- Steyr M1912

### Fusells i carabines
- Ffusell Wänzl
- Fusell Werndl-Holub
- Mannlicher M1886
- Mannlicher M1888
- Carabina Mannlicher M1890
- Mannlicher M1893
- Mannlicher M1895

### Metralladores
- Schwarzlose MG M.07/12